# Buan (Royaume-Uni)
Pour les articles homonymes, voir Buan.
Buan est une communauté du Gwynedd, au pays de Galles.

## Géographie
Buan est située dans le nord-ouest du Gwynedd, dans le comté historique du Caernarvonshire. Elle se trouve au cœur de la péninsule de Llŷn, à quelques kilomètres à l'ouest de la ville de Pwllheli.
La communauté de Buan comprend les villages et hameaux de Boduan (en), Ceidio (en), Llandudwen (en), Llanfihangel Bachellaeth (en) et Rhydyclafdy (en).

## Démographie
Au recensement de 2011, la communauté de Buan comptait 484 habitants.